# Иван Горан Ковачић
Иван Горан Ковачић (Луковдол, 21. март 1913 — Врбница, 13. јул 1943) био је хрватски и југословенски песник, приповедач, есејиста, критичар, партизан и учесник Народноослободилачке борбе.

## Биографија
Рођен је 21. марта 1913. године у Луковдолу, селу у Горском котару, од оца Хрвата, Ивана и мајке Јеврејке, Руже (девојачко Клајн). Осим Ивана Горана, имали су још четворо деце — Отона (1903—1981), Розику (1911—1918), Звонка (1916—1958) и Розику (1920—1921).
Основну школу је завршио у родном месту, 1923. године, а касније се школовао у Карловцу и Загребу. У Карловцу је завршио три разреда ниже гимназије, а 1926. се преселио у Загреб и завршио гимназију, матуриравши 1932. године. Још као гимназијалац, И. Г. Ковачић је почео да објављује књижевне радове у часописима и листовима. Са двојицом својих пријатеља објављује прву збирку песама под насловом Лирика 1932. У то време, И. Г. Ковачић је већ био студент Филозофског факултета у Загребу, али је касније студије напустио и запослио се као коректор у Хрватском дневнику, загребачком дневном листу и гласилу Хрватске сељачке странке (ХСС), у којем је радио од 1936. до 1940. године. Осим у Хрватском дневнику, радио је и у загребачким Новостима, до 1941. године. Од 1938. године се лечио од плућних болести и често боравио у плућним санаторијумима.
Као студент славистике на Загребачком универзитету, Горан је сарађивао у часописима са јасном левичарском оријентацијом.
Своје обимно, а ипак недовршено књижевно дело, Иван Горан Ковачић је, као свој млади живот, нераскидиво везао за југословенску народну револуцију. Он је од оних млађих песника који су у свему сјединили свој песнички и револуционарни пут. У најсудбоноснијим тренуцима југословенске историје, Горан је ту доследност потврдио сопственом крвљу.
Поред поезије, Ковачић се бавио и прозом, есејистиком и критиком. Године 1936. штампао је књигу новела Дани гњева. И. Г. Ковачић је живео у врло тешким материјалним приликама, па је због тога морао да ради у редакцији загребачког листа Хрватски дневник. Иначе је преводио са неколико језика и имао је завидну књижевну и језичку културу.
Прогресивно опредељен, Горан је већ 1942. заједно са познатим хрватским песником Владимиром Назором, ступио у редове партизана. Познату поему Јама написао је у партизанима, инспирисан усташким злочинима у околини Ливна, када је бачен велики број Срба у крашке јаме око Ливањског поља. Њу је први пут читао рањеницима Прве пролетерске дивизије глумац Вјекослав Афрић. Већ средином јула 1943. године, Ковачића су у селу Врбница, близу Фоче, убили четници који су клали партизанске рањенике са Сутјеске. У тренутку смрти је имао 30 година. Непојмљиво трагично су се обистиниле његове речи из песме Мој гроб:
У планини мркој нек ми буде хум,
Над њим урлик вука, црних грана шум.
Љети вјечни вихор, зими висок снијег,
Муку моје раке недоступни бријег.
У релативно кратком стваралачком раду, који је трајао непуних десет година, Горан је писао „песме, новеле, критике, започео два романа, преводио с енглеског, француског, руског и словеначког језика“. Читао је много, и то одабрану литературу. Преводио је, поред осталих, Шекспира, Бајрона, Шелија, Вајлда, Тенисона, Рембоа и Јесењина. Волео је усмену књижевност, Мажуранића, Матоша, Назора и Жупанчича. По својим песничким схватањима, припадао је оној групи уметника која је у прву лепоту песничког дела тражила у пуном складу форме и садржине. Борио се против „безидејног артизма“, али се није слагао ни са оним песницима који су „порицали или занемаривали естетику израза“.
За живота Ковачић је издао збирку приповедака Дани гњева и припремао за штампу збирку песама Огњи и роже. Значајан је и његов есејистичко-критичарски рад, у коме је испољио смисао за веома танана идејно-естетска опажања и уопштавања. У тој области познати су му написи о Бјекославу Калебу, Ранку Маринковићу, Петру Шегедину, Драгутину Тадијановићу и другим. После ослобођења Југославије, „Накладни завод Хрватске” издао је целокупно Ковачићево књижевно дело у седам књига, из којих је преведено на многе језике.
О њему је 1979. године снимљен истоимени филм.
Његова мајка Ружа (1893—1953), која је такође била учесница Народноослободилачке борбе, преминула је 18. марта 1953, свега неколико дана обележавања четрдесетогодишњице његовог рођења.

## Дела
- Поезија (1932)
- Дани гњева (1936)
- Огњи и роже (постхумно објављено)
- Свети псовач (постхумно објављено)
- Есеји и оцјене (постхумно објављено)[5]

## Заоставштина
У спомен на Ивана Горана Кочића утемељена је 1964. године песничка манифестација Гораново прољеће, која се сваке године одржава 21. марта у родноме Луковдолу. Од 1971. године додјељује се најважнија хрватска песничка награда за целокупни песнички допринос "Горанов вијенац", а од 1977. награда "Оран за младе пјеснике", као и награда за најбољу песничку збирку од 2019. године.
Бакићев споменик у загребачком парку Рибњак, апстрактно представљена глава, постављен је 1964. На београдском Калемегдану је откривена спомен биста 19. октобра 1969.

## Меморијални музеј Иван Горан Ковачић
У Горановој кући у Луковдолу 1975. године уређен је Меморијални музеј Иван Горан Ковачић. Део пронађених посмртних остатака положен је 1996. у меморијални споменик, чији је аутор Звонимир Крзнарић у Луковдолу.

## Галерија
- Извод из поеме „Јама”, уз илустрације Прице и Муртића
- Извод из поеме „Јама”, написане 1942.
- Сима Милошевић, Павле Савић и Иван Горан Ковачић (здесна на лево), у Гламочу, фебруара 1943.
- Иван Горан Ковачић рецитује своју поезију саборцима, 1943.
- Родна кућа Ивана Горана Ковачића, данас Меморијални музеј Иван Горан Ковачић